# Okita Szódzsi
Okita Szódzsi (japánul: 沖田 総司, Hepburn-átírással: Okita Sōji) (1842 vagy 1844 – 1868. július 19.) japán kardforgató az Edo-kor végén, a Sinszengumi tisztje.
Egy sirakavai szamuráj fiaként született, apját korán elvesztette. 9 évesen került a Kondó Iszami fogadott apja által vezetett Sieikan kardforgató dódzsóba. Kiemelkedő tehetséggel bírt, 15 évesen segédoktatóként, pár évre rá pedig már főoktatóként tevékenykedett.
1863-ban a Sieikan több tagjával együtt jelentkezett a Kiotóba tartó Iemocsi sógun védelmére  létrejött Rósigumiba, ám Kiotóban kiváltak belőle, és megalakították a Mibu Rósigumit, későbbi nevén Sinszengumit, amely a város rendfenntartó alakulata lett. Okita előbb a parancsnokhelyettes segédjének tisztjét töltötte be (fukucsó dzsokin, 副長助勤), majd mikor 1865-ben átszervezték a csapatot, és tíz osztagra tagolták, az első osztag kapitánya (kumicsó, 組長) lett.
1863 őszén részt vett a sorozatos kilengései miatt titokban halálra ítélt parancsnok, Szerizava Kamo meggyilkolásában.
1864. július 8-án jelen volt az Ikeda-ja incidensnél, amelyben a Sinszengumi Kiotó felgyújtására készülő forradalmárokat tartóztatott le. A harc közben összeesett – ennek oka ismeretlen, a legtöbb forrás a tuberkulózis korai jelének tekinti, mások a nyári hőséggel magyarázzák.
A Bosin-háborúban már nem vett részt tüdőbaja miatt, amelybe 1868. július 19-én halt bele.